# Cel

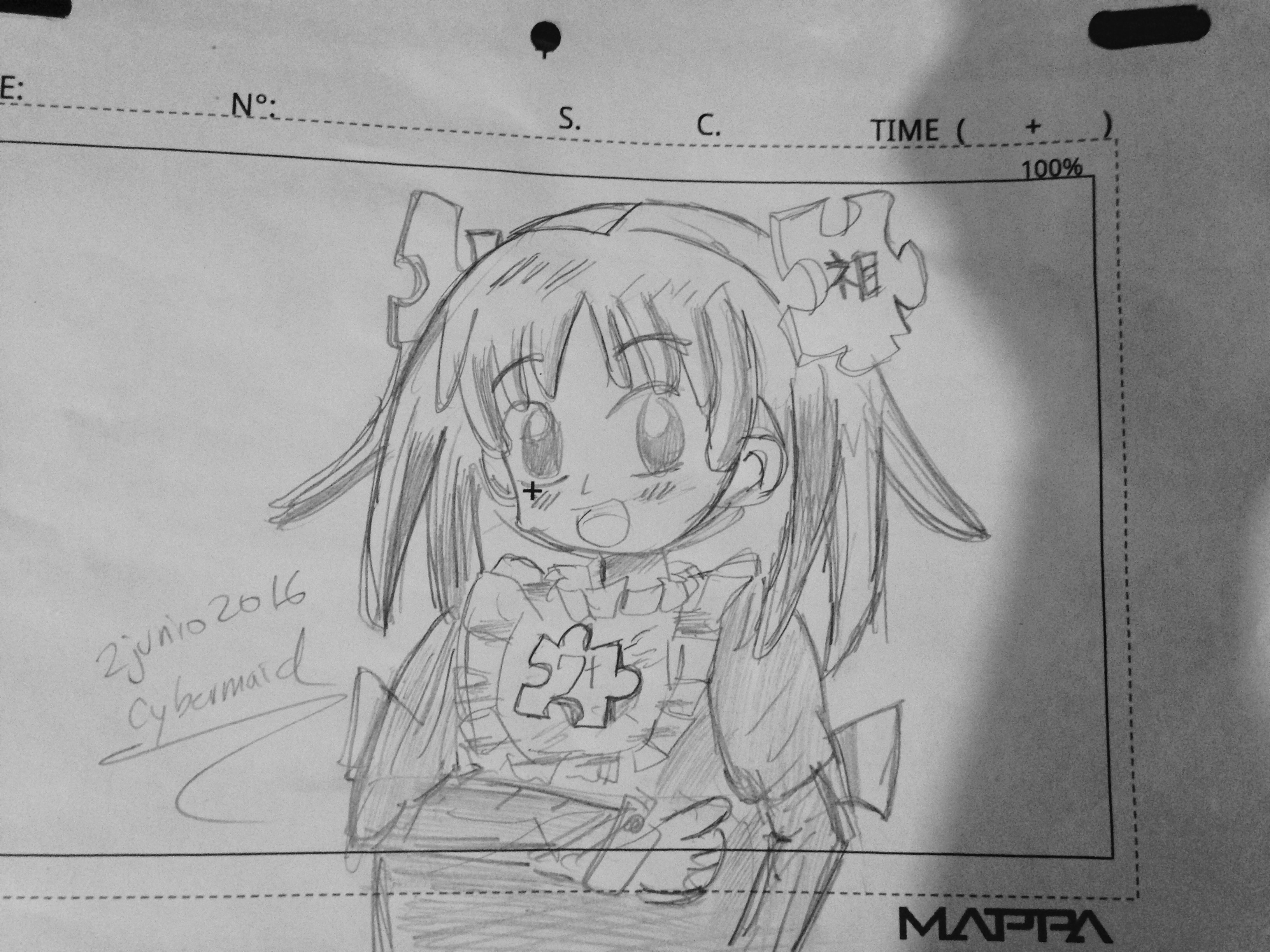
Ejemplo de un anime cel con un dibujo a lápiz.

El cel es una hoja transparente usada para el dibujo previo al proceso de animación. Es usada en la industria de la animación tradicional, donde cada hoja representa un fotograma; el siguiente paso en el proceso es usar una tabla de tiempos, que indica la posición de un cel en la secuencia animada. El celuloide fue usado durante la primera mitad del siglo XX, pero debido a su condición de inflamable, fue sustituido por un compuesto de acetato de celulosa. Con el constante crecimiento de la animación por computadora, el uso de cels ha sido poco a poco abandonado. Los estudios Disney dejaron de usar cels en sus dibujos animados en 1990, cuando llegó un programa de animación por computadora a sustituirlos.

## Técnica

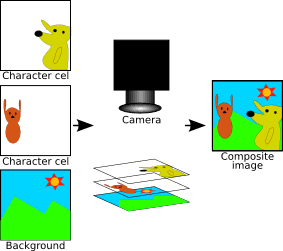
Ilustración del acomodo de cels para componer una escena, con dos personajes dibujados en dos cels superpuestos sobre un fondo.

Los personajes son dibujados en un cel. Una vez terminado el dibujo, en producción se agrega un fondo estático hecho por separado. Esto ayuda reduciendo el número de veces que una imagen debe ser redibujada y dividir el trabajo de forma más eficiente. Earl Hurd es considerado el inventor de esta técnica, cuando patentó el proceso en el año 1914.
El dibujo terminado era coloreado por separado a mano o usando técnicas diferentes; los estudios de animación Production I.G hasta 1999 seguían usando cels para la mayoría de sus animaciones y pintaban a mano sus trabajos; para las líneas y la definición final de la escena, desde 1960 se usa el xerografíado. Otro importante avance en la técnica fue el proceso de foto-transferencia, visto por primera vez en The Black Cauldron en 1985.

## Otros usos
Los cels usados en producción usualmente son vendidos o descartados una vez el proceso de animación finaliza; los precios pueden variar dependiendo de la popularidad o calidad de la serie o producción animada. Algunos cels no son usados en el trabajo de producción, sino que se crean especialmente como ediciones limitadas o artwork que se incluye cuando se publica una edición especial del proyecto producido. Algunos cels únicos han sido vendidos por miles de dólares. Uno de ellos, un panorámico de Who Framed Roger Rabbit, mostrando a todos los personajes, fue vendido en 1989.
Disney Stores vende cels de producción de varios proyectos de dibujos animados, además de los fondos originales usados. Los estudios de animación y los productores de anime también suelen incluir cels o artwork original en ediciones especiales o como elementos promocionales del proyecto, estudios como Sunrise o Gonzo cambiaron a la animación digital pero siguen usando cels para algunos de sus proyectos. En Japón se ofertan cels de producción o de edición limitada; tiendas como Mandarake y el sitio de Yahoo! Japan Auctions ofrecen cels originales en compra directa o por medio de subastas.